# Lijst van spelers van AZ (vrouwen)
Dit is een lijst van voetballers die minimaal één officiële wedstrijd hebben gespeeld in het eerste elftal van de Nederlandse vrouwenvoetbalclub AZ.

## B
- Linda Bakker
- Manon Bakx
- Mirte van Bentum
- Roxanne van den Berg
- Lizzy Bermudez
- Dyanne Bito
- Robin Blom
- Netty Booms
- Linda Bos
- Romaissa Boukakar
- Saskia Brekelmans

## C
- Ginia Caprino
- Isa Colin
- Alexandra Culvin

## D
- Isa Dekker
- Dionne Demarteau
- Kim Dolstra

## F
- Mandy Faber
- Jessica Fishlock

## G
- Loes Geurts
- Nancy de Graaf
- Stefanie van der Gragt
- Laura Gräper
- Pleun Groot

## H
- Anouk Haalster
- Amber van der Heijde
- Claudia van den Heiligenberg

## K
- Sharon Kok
- Pauline van Koningsveld
- Daphne Koster
- Fieke Kroese
- Annemiek Kruijthof

## L
- Karin Legemate
- Femke Liefting
- Desiree van Lunteren

## M
- Susanne Marees
- Liesbeth Migchelsen
- Rosa Min
- Latoya Mitchell
- Camie Mol
- Yaël Mollink
- Veerle van der Most
- Bouchra Moudou

## N
- Merel van Nes
- Leonoor van Nieuwenhuizen

## O
- Loïs Oudemast

## P
- Sanne Peereboom

## R
- Chantal de Ridder
- Djoeke de Ridder

## S
- Kim Smal
- Floor Spaan
- Maudy Stoop

## T
- Kealyn Thomas
- Annelies Tump-Zondag

## U
- Jasmijn van Uden

## V
- Jody Villan
- Manique de Vette

## W
- Afra Walden
- Bo op de Weegh
- Karlijn Woons

## Z
- Ilvy Zijp

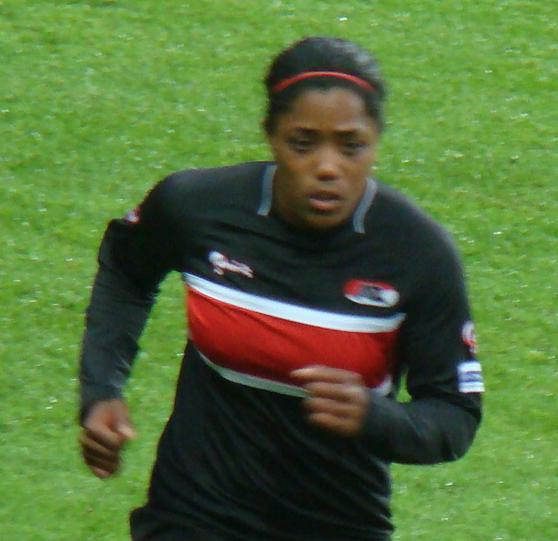
Dyanne Bito
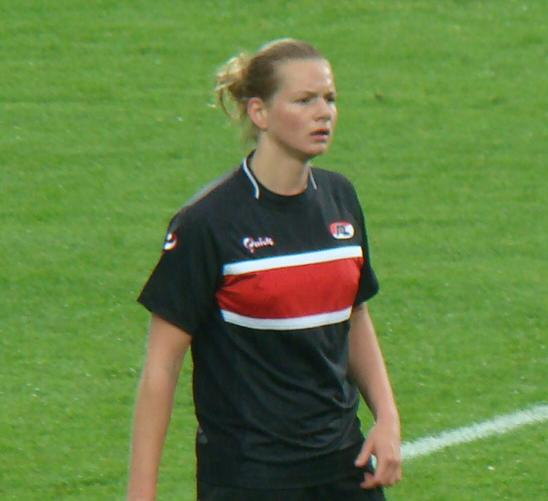
Kim Dolstra
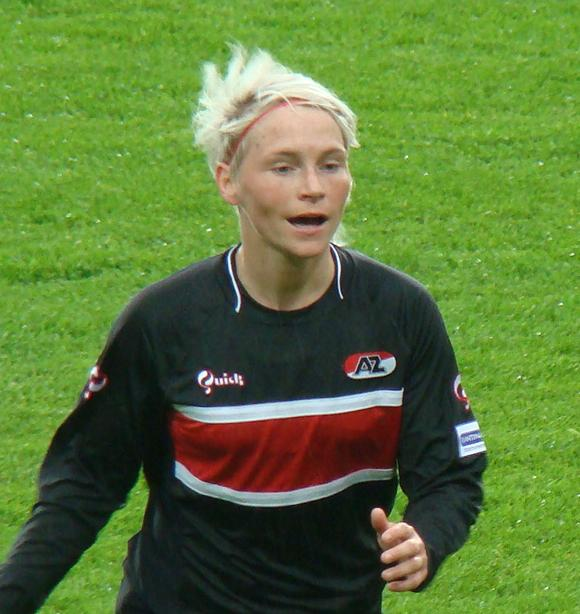
Jessica Fishlock
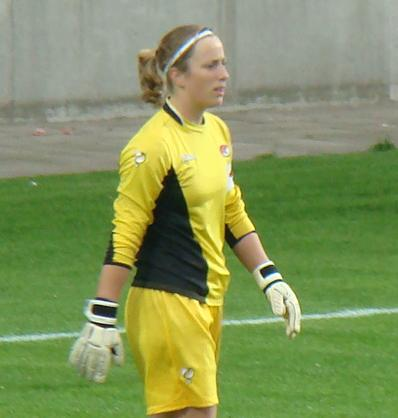
Loes Geurts
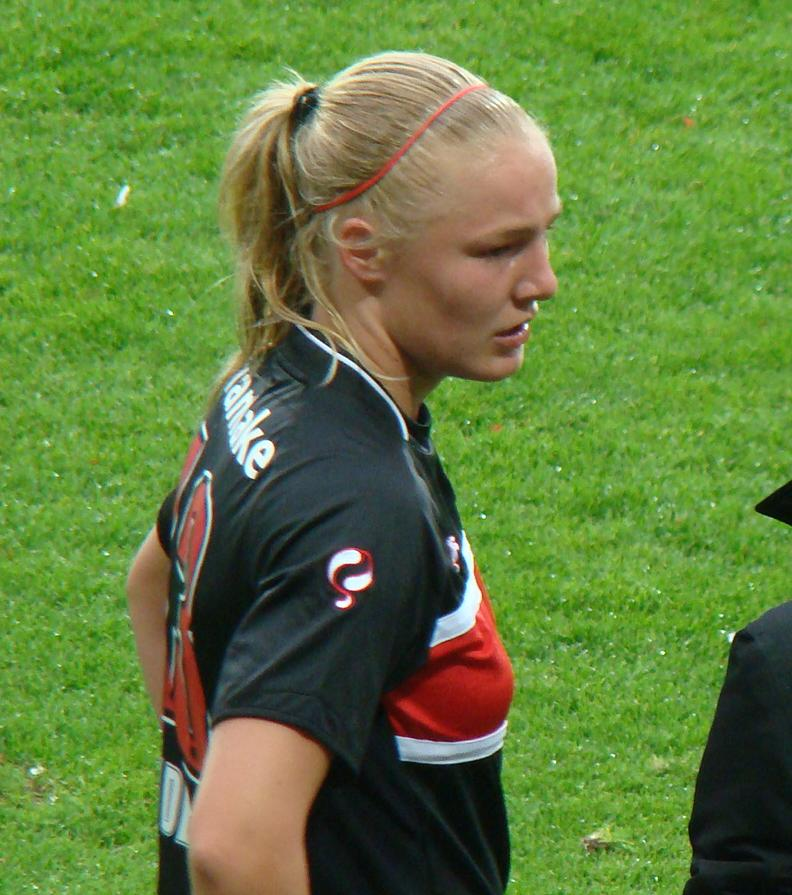
Stefanie van der Gragt
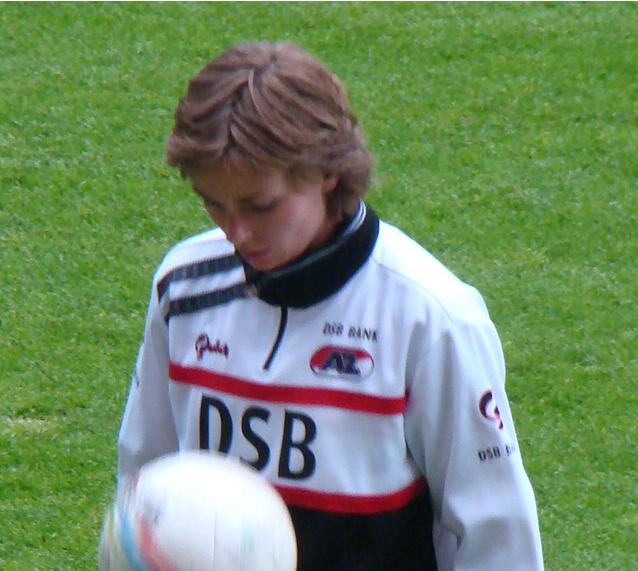
Karin Legemate
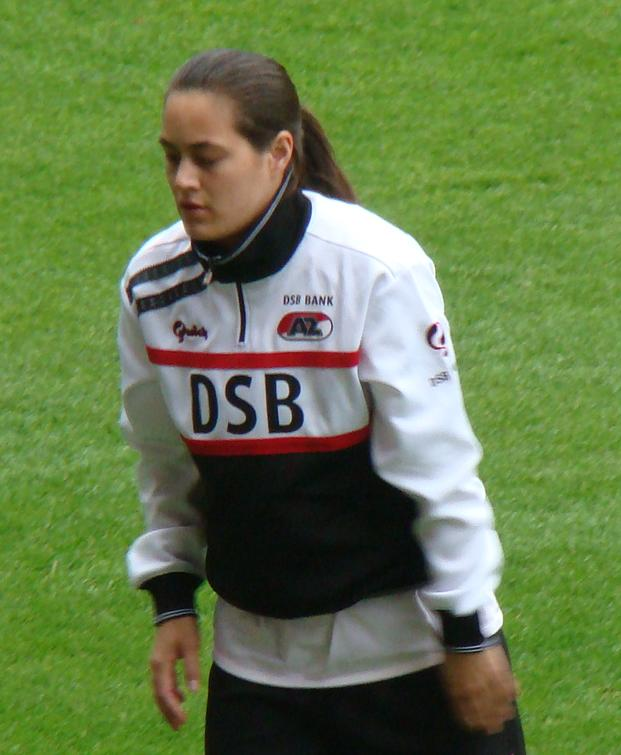
Jody Villan
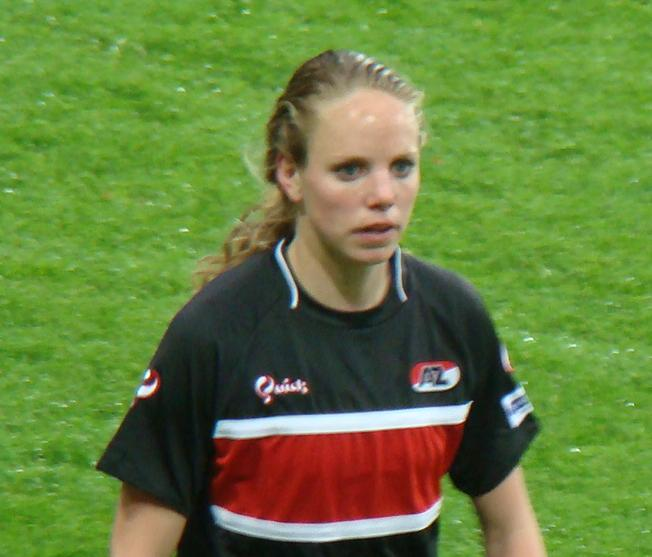
Annelies Tump-Zondag